# (99995) 1981 ED45
(99995) 1981 ED45 es un asteroide perteneciente al cinturón de asteroides, descubierto el 7 de marzo de 1981 por Schelte John Bus desde el Observatorio de Siding Spring, Nueva Gales del Sur, Australia.

## Designación y nombre
Designado provisionalmente como 1981 ED45.

## Características orbitales
1981 ED45 está situado a una distancia media del Sol de 2,368 ua, pudiendo alejarse hasta 2,524 ua y acercarse hasta 2,212 ua. Su excentricidad es 0,065 y la inclinación orbital 5,965 grados. Emplea 1331,36 días en completar una órbita alrededor del Sol.

## Características físicas
La magnitud absoluta de 1981 ED45 es 16,7. Está asignado al tipo espectral.